# Lisa Nowak
Lisa Marie Caputo Nowak, född Caputo 10 maj 1963 i Washington, D.C., är en tidigare amerikansk astronaut, testpilot och officer i USA:s flotta.
Lisa Nowak var uttagen i astronautgrupp 16 den 5 december 1996. Den enda färd Nowak hittills har genomfört var STS-121 med rymdfärjan Discovery under 4–17 juli 2006.

## Biografi
Lisa Nowak tog examen 1985 från United States Naval Academy med Flyg- och rymdteknik som huvudämne följt 1992 av en masterexamen i samma ämne från Naval Postgraduate School. Hon utbildade sig till pilot vid Naval Air Station Pensacola under en period då kvinnor inte fick flyga i strid och var begränsade i antalet karriärmöjligheter. Efter sex ansökningar kom hon in på testpilotutbildningen vid Naval Air Station Patuxent River som avklarades 1994.

### Rymdfärdsstatistik
| Färd    | Datum            | Tid       | EVA     |
| ------- | ---------------- | --------- | ------- |
| STS-121 | 4 - 17 juli 2006 | 306:37:54 | 0:00:00 |
| Totalt  | Totalt           | 306:37:54 | 0:00:00 |

### Brottsmisstänkt
Den 5 februari 2007 arresterades Lisa Nowak av polisen i Orlando i Florida, misstänkt för mord- och kidnappningsförsök riktade mot flygvapenkaptenen Colleen Shipman. Nowak ansåg att Shipman skulle ha försökt att inleda ett förhållande med astronauten William Oefelein. Nowak säger sig ha mer än en yrkesrelaterad relation men mindre än en kärleksrelation till Oefelein. Detta är första gången som en aktiv NASA-astronaut någonsin har arresterats misstänkt för ett grovt brott.
Nowak hade separerat från sin make några veckor före incidenten. Hon är separerad från Richard T. Nowak, med vilken hon har en son och tvillingdöttrar. Hon är katolik. Maken arbetar för Barrios, som är en underentreprenör till NASA i Houston.